# Pseudochoragus nitens
Espèce
Pseudochoragus nitens est une espèce d'insectes coléoptères appartenant à la famille des Anthribidae.